# ستيفن شيرر
ستيفن شيرر هو مصور كندي، ولد في 1968.